# Wladimir Gennadijewitsch Tschagin

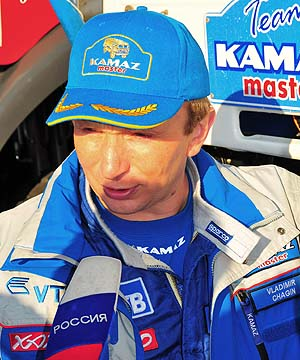
Wladimir Tschagin 2008

Wladimir Gennadjewitsch Tschagin (russisch Владимир Геннадьевич Чагин, wiss. Transliteration Vladimir Gennad'evič Čagin; * 5. Januar 1970 in Nytwa) ist ein ehemaliger russischer Rallye-Raid-Fahrer und seit 2015 Projektleiter der Silk Way Rally.
Tschagin fuhr im KAMAZ-Werksteam. 1990 nahm er zum ersten Mal an der Rallye Dakar teil und musste dabei vorzeitig aufgeben. Auch bei seinen folgenden drei Teilnahmen in den Jahren 1992, 1994 und 1995 erreichte Tschagin das Ziel nicht. Seine erste Zielankunft gelang ihm 1996 mit dem sechsten Platz in der Lastwagenwertung. Nach einem erneuten Ausfall im Jahr 1998 wurde er Gesamt-Zweiter bei der Rallye Dakar 1999. 2000 verzeichnete Tschagin seinen ersten Sieg. Nachdem er im Jahr darauf wieder einen Ausfall hatte verzeichnen müssen, gelangen dem KAMAZ-Werksfahrer in den Jahren 2002 bis 2004 drei Gesamtsiege in Folge. 2005 wurde Tschagin aufgrund von technischen Problemen 18., 2006 folgte der nunmehr fünfte Dakar-Sieg. Im Jahr 2007 verunfallte Tschagin, als er nach Problemen mit der Dieseleinspritzung verlorene Zeit wieder herausholen wollte. Bei der Rallye Dakar 2009 lieferte sich Tschagin bis zur letzten Etappe einen engen Kampf mit seinem Marken-Kollegen Firdaus Kabirow. Auf der letzten Etappe büßte er einige Minuten durch technische Defekte ein und musste sich seinem Landsmann letztendlich geschlagen geben. Nach seinen wiederholten Gesamtsiegen bei den beiden anschließenden Austragungen 2010 und 2011 löste Tschagin mit sieben Erfolgen den Tschechen Karel Loprais (Tatra) als Dakar-Rekordsieger ab.
Am 15. Februar 2011 gab Wladimir Tschagin bekannt, seine sportliche Karriere zu beenden. Nach der Karriere übernahm er die Führung der nichtkommerziellen Organisation „KAMAZ-Motorsport“.